# مارتن ديموف (لاعب كرة قدم)
مارتن ديموف (بالبلغارية: Мартин Димов)‏ (5 أكتوبر 1984 بفارنا في بلغاريا - ) هو لاعب كرة قدم بلغاري في مركز الدفاع. لعب مع نادي سبارتاك فارنا وPFC Svetkavitsa Targovishte ‏ وإتار 1924 فيليكو ترنوفو ‏ وPSFC Chernomorets Burgas ‏ وPFC Chernomorets Burgas Sofia ‏ وFC Suvorovo ‏ وFC Balkan Botevgrad ‏ وFC Chernomorets Balchik ‏ وSandnessjøen IL ‏.

## وصلات خارجية
- مارتن ديموف (لاعب كرة قدم) على موقع قاعدة بيانات كرة القدم.إي يو (الإنجليزية)